# Campionato mondiale Superbike 1998
Il campionato mondiale di Superbike 1998 è l'undicesima edizione del campionato mondiale Superbike.
Il campionato piloti è stato vinto da Carl Fogarty sulla Ducati 916 del team Ducati Performance, che ha preceduto di 4,5 punti il neozelandese Aaron Slight sulla Honda RC45 del team Castrol Honda; terzo e staccato di 23 punti Troy Corser, compagno di squadra di Fogarty, anche lui con una 916.
Il titolo costruttori è stato vinto dalla Ducati che ha sopravanzato di 71 punti la Honda.
Dall'inizio della stagione è stata modificata la regolamentazione delle prove ufficiali, con la pole position assegnata non più al termine delle due solite giornate di prove ufficiali ma con l'effettuazione di quella che viene definita "Superpole", una sfida a cui vengono ammessi i migliori 16 piloti delle prove ufficiali che devono ottenere il miglior tempo con un unico tentativo a disposizione.
Un Gran Premio problematico è stato quello di Laguna Seca, dove ci sono stati numerosi incidenti e gara 1 è stata interrotta prima del suo termine naturale.
Il 4 ottobre Corser, capofila del mondiale con mezzo punto di vantaggio su Slight e autore il giorno precedente della Superpole, in occasione del warm up che precede gara 1 dell'ultimo e decisivo Gran Premio di Sugo, cade fratturandosi tre costole e riportando lesioni alla milza, non partecipa pertanto alle gare lasciando, in apparenza, la strada spianata alla vittoria mondiale del neozelandese della Honda. Ma nelle due gare un sorprendente Fogarty, terzo in gara 1 e quarto in gara 2, riesce a sopravanzare Slight, solo settimo in gara 1 e sesto in gara 2, e a laurearsi per la terza volta nella sua carriera campione mondiale Superbike.

## Piloti partecipanti

Carl Fogarty, qui in piega a Misano Adriatico con la sua Ducati 916, vince il suo terzo titolo tra le derivate di serie.

Fonte
| Nº  | Pilota                 | Squadra                    | Motocicletta    | Gomma |
| --- | ---------------------- | -------------------------- | --------------- | ----- |
| 2   | Carl Fogarty           | Ducati Performance         | Ducati 916      | M     |
| 4   | Akira Yanagawa         | Kawasaki Racing            | Kawasaki ZX-7RR | D     |
| 5   | Neil Hodgson           | Kawasaki Racing            | Kawasaki ZX-7RR | D     |
| 6   | Peter Goddard          | Suzuki World Superbike     | Suzuki GSX-R750 | D     |
| 7   | Pierfrancesco Chili    | Ducati Corse ADVF          | Ducati 916      | M     |
| 8   | Jamie Whitham          | Suzuki World Superbike     | Suzuki GSX-R750 | D     |
| 9   | Piergiorgio Bontempi   | Kawasaki Bertocchi         | Kawasaki ZX-7RR | D     |
| 10  | Andrew Stroud          | Andrew Stroud Racing       | Kawasaki ZX-7RR |       |
| 11  | Troy Corser            | Ducati Corse ADVF          | Ducati 916      | M     |
| 12  | Mario Innamorati       | Kawasaki Bertocchi         | Kawasaki ZX-7RR | D     |
| 13  | Jamie Robinson         | GSE Ducati                 | Ducati 916      |       |
| 15  | Igor Jerman            | Kawasaki Bertocchi         | Kawasaki ZX-7RR | D     |
| 17  | Michael Schulten       | Suzuki Deutschland         | Suzuki GSX-R750 |       |
| 19  | Lucio Pedercini        | Team Pedercini             | Ducati 916      |       |
| 20  | Aaron Yates            | Yoshimura Racing           | Suzuki GSX-R750 |       |
| 21  | Jean-Marc Delétang     | Yamaha Motor France        | Yamaha YZF750   | M     |
| 22  | Ian Simpson            | V&M Honda                  | Honda RC45      |       |
| 25  | Sean Emmett            | Revè Red Bull Ducati       | Ducati 916      |       |
| 27  | Frédéric Protat        | FP Racing                  | Honda RC45      |       |
| 27  | Frédéric Protat        | FP Racing                  | Ducati 916      |       |
| 31  | Niall Mackenzie        | Cadbury Boost Yamaha       | Yamaha YZF750   |       |
| 32  | Troy Bayliss           | GSE Ducati                 | Ducati 916      |       |
| 33  | Michael Rutter         | V&M Honda                  | Honda RC45      |       |
| 35  | Gregorio Lavilla       | De Cecco Racing            | Ducati 916      | M     |
| 37  | Terry Rymer            | Crescent Suzuki            | Suzuki GSX-R750 |       |
| 38  | James Haydon           | Crescent Suzuki            | Suzuki GSX-R750 |       |
| 39  | Alessandro Gramigni    | Gattolone Racing           | Ducati 916      |       |
| 41  | Noriyuki Haga          | Yamaha WSBK                | Yamaha YZF750   | D     |
| 42  | Chris Walker           | Kawasaki UK                | Kawasaki ZX-7RR |       |
| 44  | Scott Russell          | Yamaha WSBK                | Yamaha YZF750   | M     |
| 45  | Colin Edwards          | Castrol Honda              | Honda RC45      | M     |
| 46  | Bruno Scatola          | Team Scatola               | Kawasaki ZX-7RR |       |
| 46  | Bruno Scatola          | Team Scatola               | Yamaha YZF750   |       |
| 47  | Giovanni Valtulini     | Motopiu' Racing            | Yamaha YZF750   |       |
| 48  | Andreas Meklau         | Remus Racing Austria       | Ducati 916      |       |
| 49  | Paolo Blora            | Techna Racing              | Ducati 916      |       |
| 49  | John Reynolds          | Reve Red Bull Ducati       | Ducati 916      |       |
| 50  | Jiří Mrkývka           | SBK Team JM                | Honda RC45      |       |
| 51  | Steve Hislop           | Cadbury Boost Yamaha       | Yamaha YZF750   |       |
| 52  | Paolo Malvini          | De Cecco Racing            | Ducati 916      |       |
| 52  | Gerhard Esterer        | Kawasaki Austria           | Kawasaki ZX-7RR |       |
| 53  | Vladimir Karban        | Karban Racing              | Suzuki GSX-R750 |       |
| 54  | Giorgio Cantalupo      | Team Garella               | Ducati 916      |       |
| 54  | Santiago Barragan      | I+D Ing.mas Desarr.        | Ducati 916      |       |
| 54  | Johann Wolfsteiner     | RSC Regau                  | Kawasaki ZX-7RR |       |
| 55  | Hitoyasu Izutsu        | Kawasaki Racing            | Kawasaki ZX-7RR | D     |
| 55  | Michael Bursa          | Repsol                     | Kawasaki ZX-7RR |       |
| 55  | Manfred Kainz          | Moto Wilfling Racing       | Kawasaki ZX-7RR |       |
| 56  | Jesus Rodriguez Piñeda | Cellular Express           | Ducati 916      |       |
| 57  | Erkka Korpiaho         | RKM Racing                 | Kawasaki ZX-7RR |       |
| 58  | Fausto Pojer           | Team Carat                 | Ducati 916      |       |
| 58  | Gernot Szakolczai      | Triumph Club Wien          | Kawasaki ZX-7RR |       |
| 59  | Ivo Arnoldi            | Team Carat                 | Ducati 916      |       |
| 59  | Christian Zaiser       | STF Motorrader             | Honda RC45      |       |
| 60  | Tony Rees              | Team Suzuki                | Suzuki GSX-R750 |       |
| 61  | Dean Fulton            | Mobil Kawasaki             | Kawasaki ZX-7RR |       |
| 62  | Shawn Giles            | Mobil Honda                | Honda RC45      |       |
| 63  | Steve Martin           | Ducati Dealer              | Ducati 916      |       |
| 64  | Alistair Maxwell       | Maxwell MotorCycles        | Kawasaki ZX-7RR |       |
| 64  | Matt Llewellyn         | GSE Ducati                 | Ducati 916      |       |
| 65  | Malcolm Campbell       | State One Construction     | Ducati 916      |       |
| 66  | Daniele Vanolini       | Due Fratelli Ducati        | Ducati 916      |       |
| 66  | Mat Mladin             | Yoshimura Racing           | Suzuki GSX-R750 |       |
| 66  | Brett Sampson          | GT Motorcycles Plymouth    | Kawasaki ZX-7RR |       |
| 67  | Scott Webster          | Team Webster               | Yamaha YZF750   |       |
| 67  | Max Vincent            | Sabre Racing               | Kawasaki ZX-7RR |       |
| 67  | Sebastien Vitzthum     | Remus Racing Austria       | Ducati 916      |       |
| 68  | John Phelan            | Team Shock Treatment       | Kawasaki ZX-7RR |       |
| 68  | Steve Marks            | Clifford James Footwear    | Kawasaki ZX-7RR |       |
| 68  | Ali Guettouche         | Guettouche Racing          | Kawasaki ZX-7RR |       |
| 69  | Mark Willis            | Ansett Air Freight         | Suzuki GSX R750 |       |
| 70  | Craig Connell          | Ducati Dealer              | Ducati 916      |       |
| 71  | John Orchard           | Team Orchard               | Honda RC45      |       |
| 71  | Ossi Niederkircher     | 2 Rad Corner Niederkircher | Suzuki GSX R750 |       |
| 72  | Craig Stafford         | Stafford Motorcycles       | Yamaha YZF750   |       |
| 72  | Udo Mark               | Suzuki Deutschland         | Suzuki GSX R750 |       |
| 73  | Chris Ognenis          | Mick Hone Motorcycle       | Suzuki GSX R750 |       |
| 73  | Jonnie Ekerold         | Green Kawasaki             | Kawasaki ZX-7RR |       |
| 73  | Massimo Acornero       | Geminiani Racing           | Suzuki GSX R750 |       |
| 73  | Clinton Pienaar        | Moto Frisoli Ciba Vision   | Ducati 916      |       |
| 73  | Anton Rechberger       | MSC Rottenegg              | Suzuki GSX R750 |       |
| 74  | Ed Miller              | Dulux Australia            | Kawasaki ZX-7RR |       |
| 74  | Robert Hueber          | Heinrichmeyer Racing       | Kawasaki ZX-7RR |       |
| 75  | Troy Nash              | SRT Motorcycle Crash       | Kawasaki ZX-7RR |       |
| 75  | Norman Manz            | Motorradhaus Prienz        | Suzuki GSX R750 |       |
| 75  | Noel Haarhof           | Richard Knowles Ducati     | Ducati 916      |       |
| 75  | Franz Mundsperger      | Mundsperger Racing         | Kawasaki ZX-7RR |       |
| 76  | Lothar Kraus           | Team Kraus                 | Kawasaki ZX-7RR |       |
| 76  | Marco Dall'Aglio       | Team Pirelli               | Yamaha YZF750   |       |
| 76  | Issy Zimmerman         | Autoplex Acenet Racing     | Ducati 916      |       |
| 76  | Ernst Schuller         | Team Schuller              | Kawasaki ZX-7RR |       |
| 77  | Rubén Xaus             | Alpha Technik              | Suzuki GSX R750 |       |
| 78  | Uwe Pollheide          | Mobil Hosstade             | Kawasaki ZX-7RR |       |
| 78  | Heinz Platacis         | Karthin Rennsport          | Kawasaki ZX-7RR |       |
| 79  | Detlef Guderian        | Moto Pabst                 | Kawasaki ZX-7RR |       |
| 79  | James Randolph         | Team Randolph              | Yamaha YZF750   |       |
| 79  | Gijsbert Spilt         | GS Racing                  | Kawasaki ZX-7RR |       |
| 80  | Stavros Stavroulakis   | Team Stavroulakis          | Ducati 916      |       |
| 80  | Ruud van Straalen      | Bulbfust Bleeker Racing    | Yamaha YZF750   |       |
| 81  | Enzo Chiapello         | Faccio Racing              | Kawasaki ZX-7RR |       |
| 81  | Piet Reede             | Motor Druten               | Kawasaki ZX-7RR |       |
| 83  | Erich Nolden           | Nolden Racing              | Kawasaki ZX-7RR |       |
| 84  | Shin'ichi Itō          | Lucky Strike Honda         | Honda RC45      |       |
| 85  | Keiichi Kitagawa       | Team Suzuki                | Suzuki GSX R750 |       |
| 86  | Oddgeir Havnen         | Oddgeir Havnen Racing      | Honda RC45      |       |
| 86  | Ricky Orlando          | Team Orlando               | Kawasaki ZX-7RR |       |
| 87  | Shin'ya Takeishi       | Kawasaki Racing            | Kawasaki ZX-7RR |       |
| 88  | Ricardo Sune Fakon     | Team Sune Fakon            | Ducati 916      |       |
| 89  | Wataru Yoshikawa       | Yamaha Racing              | Yamaha YZF750   |       |
| 90  | Kensuke Haga           | Yamaha Racing              | Yamaha YZF750   |       |
| 91  | Frank Heidger          | Team Bolliger              | Kawasaki ZX-7RR |       |
| 91  | Akira Ryō              | Team Suzuki                | Suzuki GSX R750 |       |
| 92  | Jamie Hacking          | Yamaha Racing              | Yamaha YZF750   |       |
| 93  | Tamaki Serizawa        | Kawasaki Racing            | Kawasaki ZX-7RR |       |
| 94  | Toshiyuki Hamaguti     | Yoshimura Suzuki GP1       | Suzuki GSX R750 |       |
| 96  | Manabu Kamada          | Sakurai Honda              | Honda RC45      |       |
| 97  | Richard Oliver         | Yamaha Racing              | Yamaha YZF750   |       |
| 97  | Atsushi Watanabe       | Team Suzuki                | Suzuki GSX R750 |       |
| 98  | Yuichi Takeda          | Lucky Strike Honda         | Honda RC45      |       |
| 101 | Ben Bostrom            | Honda Racing               | Honda RC45      |       |
| 110 | Doug Chandler          | Muzzy Kawasaki Racing      | Kawasaki ZX-7RR |       |
| 111 | Aaron Slight           | Castrol Honda              | Honda RC45      | M     |

| Legenda            |
| ------------------ |
| Pilota wildcard    |
| Pilota Sostitutivo |

## Calendario
fonte
| N° | Data        | Gran Premio | Circuito         | Superpole           | Vincitore Gara 1    | Vincitore Gara 2    | Leader del campionato | Resoconto |
| -- | ----------- | ----------- | ---------------- | ------------------- | ------------------- | ------------------- | --------------------- | --------- |
| 1  | 22 marzo    | Australia   | Phillip Island   | Troy Corser         | Carl Fogarty        | Noriyuki Haga       | Noriyuki Haga         | Resoconto |
| 2  | 13 aprile   | Regno Unito | Donington        | Troy Corser         | Noriyuki Haga       | Noriyuki Haga       | Noriyuki Haga         | Resoconto |
| 3  | 10 maggio   | Italia      | Monza            | Aaron Slight        | Colin Edwards       | Colin Edwards       | Noriyuki Haga         | Resoconto |
| 4  | 24 maggio   | Spagna      | Albacete         | Noriyuki Haga       | Pierfrancesco Chili | Carl Fogarty        | Troy Corser           | Resoconto |
| 5  | 7 giugno    | Germania    | Nürburgring      | Troy Corser         | Aaron Slight        | Pierfrancesco Chili | Troy Corser           | Resoconto |
| 6  | 21 giugno   | San Marino  | Misano Adriatico | Troy Corser         | Aaron Slight        | Aaron Slight        | Troy Corser           | Resoconto |
| 7  | 5 luglio    | Sudafrica   | Kyalami          | Pierfrancesco Chili | Pierfrancesco Chili | Pierfrancesco Chili | Aaron Slight          | Resoconto |
| 8  | 12 luglio   | Stati Uniti | Laguna Seca      | Troy Corser         | Troy Corser         | Noriyuki Haga       | Troy Corser           | Resoconto |
| 9  | 2 agosto    | Regno Unito | Brands Hatch     | Troy Corser         | Colin Edwards       | Troy Corser         | Troy Corser           | Resoconto |
| 10 | 30 agosto   | Austria     | Zeltweg          | Aaron Slight        | Aaron Slight        | Aaron Slight        | Troy Corser           | Resoconto |
| 11 | 6 settembre | Paesi Bassi | Assen            | Pierfrancesco Chili | Pierfrancesco Chili | Carl Fogarty        | Troy Corser           | Resoconto |
| 12 | 4 ottobre   | Giappone    | Sugo             | Troy Corser         | Keiichi Kitagawa    | Noriyuki Haga       | Carl Fogarty          | Resoconto |

## Classifiche

### Classifica piloti[1]
In occasione della prima manche disputata a Laguna Seca, non essendo stato raggiunto il numero minimo di giri percorsi, come da regolamento, è stato assegnato un punteggio dimezzato.
| Pos. | Pilota               | Moto           |     |     |     |     |     |     |     |     |     |     |     |     |     |     |     |     |     |     |     |     |     |     |     |     | P.ti  |
| ---- | -------------------- | -------------- | --- | --- | --- | --- | --- | --- | --- | --- | --- | --- | --- | --- | --- | --- | --- | --- | --- | --- | --- | --- | --- | --- | --- | --- | ----- |
| 1    | Carl Fogarty         | Ducati         | 1   | 3   | 7   | 3   | 6   | 2   | 9   | 1   | 13  | 13  | 4   | 3   | 2   | 2   | 5   | Rit | 4   | 2   | 3   | 2   | 2   | 1   | 3   | 4   | 351,5 |
| 2    | Aaron Slight         | Honda          | 9   | 2   | 4   | 4   | 2   | Rit | 4   | 2   | 1   | 4   | 1   | 1   | 8   | 8   | 8   | NP  | 2   | 5   | 1   | 1   | 4   | 2   | 7   | 6   | 347   |
| 3    | Troy Corser          | Ducati         | 2   | 6   | 2   | 2   | 3   | 4   | 2   | 3   | 7   | 3   | 2   | 2   | Rit | 7   | 1   | 2   | 7   | 1   | 6   | 5   | 3   | 3   | NP  | NP  | 328,5 |
| 4    | Pierfrancesco Chili  | Ducati         | 4   | Rit | 3   | 5   | 5   | 3   | 1   | 5   | 3   | 1   | Rit | Rit | 1   | 1   | 7   | 4   | 9   | 6   | 2   | 3   | 1   | Rit | 12  | Rit | 293,5 |
| 5    | Colin Edwards        | Honda          | 7   | 7   | 6   | 7   | 1   | 1   | 5   | Rit | 2   | 2   | 3   | 4   | 9   | 4   | 11  | 10  | 1   | 4   | 7   | 9   | 5   | 4   | 13  | 13  | 279,5 |
| 6    | Noriyuki Haga        | Yamaha         | 3   | 1   | 1   | 1   | 9   | 10  | 10  | 4   | 5   | 7   | Rit | Rit | 7   | 3   | Rit | 1   | 12  | 7   | 9   | 12  | 8   | 8   | Rit | 1   | 258   |
| 7    | Akira Yanagawa       | Kawasaki       | 5   | 5   | 5   | 16  | Rit | 6   | 13  | 7   | 4   | 5   | 5   | 5   | 6   | 5   | 2   | NP  |     |     | 4   | 4   | 7   | 6   | 4   | 2   | 210   |
| 8    | James Whitham        | Suzuki         | Rit | 12  | 8   | 8   | 8   | 5   | 11  | 10  | 9   | 10  | 6   | Rit | 4   | Rit | 6   | 5   | 5   | 3   | 5   | 6   | Rit | 5   | 11  | 9   | 173   |
| 9    | Peter Goddard        | Suzuki         | Rit | 4   | 9   | 10  | 7   | 8   | 14  | 8   | 6   | 8   | Rit | Rit | 5   | 6   | 14  | 8   | 10  | 13  | 10  | 8   | 6   | 7   | 10  | 10  | 155   |
| 10   | Scott Russell        | Yamaha         | 10  | 8   | 13  | 11  | Rit | Rit | 6   | 9   | 11  | Rit | 8   | 6   | 10  | 9   | 15  | Rit | 3   | 8   | 12  | 11  | 9   | Rit | 5   | 12  | 130,5 |
| 11   | Neil Hodgson         | Kawasaki       | 8   | Rit | 12  | Rit | 4   | 7   | 7   | 14  | Rit | 11  | 7   | 8   | Rit | Rit | 9   | 6   | Rit | 9   | 8   | 10  | 10  | 9   | 6   | 16  | 124,5 |
| 12   | Gregorio Lavilla     | Ducati         | 11  | 11  | Rit | Rit | 10  | Rit | 3   | Rit | Rit | 6   | Rit | 7   | 3   | Rit | 13  | Rit | Rit | Rit | 11  | 7   | Rit | Rit | 17  | 15  | 83,5  |
| 13   | Piergiorgio Bontempi | Kawasaki       | 12  | Rit | 14  | 13  | Rit | 11  | 12  | 6   | 8   | 9   | Rit | 11  | 12  | 10  | 18  | NP  |     |     |     |     |     |     |     |     | 58    |
| 14   | Alessandro Gramigni  | Ducati         | 18  | 15  | 18  | 17  | 12  | 13  | 8   | Rit | 10  | Rit | 11  | 12  | 11  | 14  | 16  | 9   | 15  | Rit | 13  | 14  | 11  | Rit |     |     | 56    |
| 15   | Igor Jerman          | Kawasaki       | 15  | Rit | 21  | 19  | 13  | 12  | Rit | 12  | 14  | 15  | 15  | 10  | 13  | 11  | 19  | 11  | NP  | NP  | 15  | 15  | 12  | 10  | 20  | 18  | 47    |
| 16   | Keiichi Kitagawa     | Suzuki         |     |     |     |     |     |     |     |     |     |     |     |     |     |     |     |     |     |     |     |     |     |     | 1   | 5   | 36    |
| 17   | Akira Ryō            | Suzuki         |     |     |     |     |     |     |     |     |     |     |     |     |     |     |     |     |     |     |     |     |     |     | 2   | 3   | 36    |
| 18   | Andreas Meklau       | Ducati         |     |     |     |     | 11  | 9   |     |     | Rit | Rit | 9   | 9   |     |     |     |     |     |     | 14  | 13  |     |     |     |     | 31    |
| 19   | Niall Mackenzie      | Yamaha         |     |     | Rit | 6   |     |     |     |     |     |     |     |     |     |     |     |     | 6   | 10  |     |     |     |     |     |     | 26    |
| 20   | Steve Hislop         | Yamaha         |     |     | 10  | 9   |     |     |     |     |     |     |     |     |     |     |     |     | 8   | 11  |     |     |     |     |     |     | 26    |
| 21   | Lucio Pedercini      | Ducati         | 13  | Rit | 19  | 20  | 14  | 14  |     |     | 12  | 14  | 12  | 14  | Rit | 13  | 20  | 12  |     |     | 16  | Rit | NP  | NP  |     |     | 26    |
| 22   | Ben Bostrom          | Honda          |     |     |     |     |     |     |     |     |     |     |     |     |     |     | 4   | 3   |     |     |     |     |     |     |     |     | 22,5  |
| 23   | Mark Willis          | Suzuki         | 6   | 9   |     |     |     |     |     |     |     |     |     |     |     |     |     |     |     |     |     |     |     |     |     |     | 17    |
| 24   | Wataru Yoshikawa     | Yamaha         |     |     |     |     |     |     |     |     |     |     |     |     |     |     |     |     |     |     |     |     |     |     | 9   | 7   | 16    |
| 25   | Udo Mark             | Suzuki         |     |     |     |     |     |     |     |     | Rit | 12  | 10  | 13  |     |     |     |     |     |     |     |     |     |     |     |     | 13    |
| 26   | Andrew Stroud        | Kawasaki       | 17  | 16  | 22  | Rit | NP  | NP  | 18  | 16  | 16  | Rit | 14  | 15  | 14  | 12  | Rit | Rit | 16  | 17  | Rit | NP  | 15  | 13  | 21  | 20  | 13    |
| 27   | Jamie Hacking        | Yamaha         |     |     |     |     |     |     |     |     |     |     |     |     |     |     | 10  | 7   |     |     |     |     |     |     |     |     | 12    |
| 28   | Chris Walker         | Kawasaki       |     |     | 11  | 12  |     |     |     |     |     |     |     |     |     |     |     |     |     |     |     |     |     |     |     |     | 9     |
| 29   | Erkka Korpiaho       | Kawasaki       |     |     |     |     | 15  | 15  | 15  | Rit |     |     |     |     |     |     |     |     |     |     | 17  | 16  | 14  | 12  |     |     | 9     |
| 30   | Kensuke Haga         | Yamaha         |     |     |     |     |     |     |     |     |     |     |     |     |     |     |     |     |     |     |     |     |     |     | Rit | 8   | 8     |
| 31   | Shin'ichi Itō        | Honda          |     |     |     |     |     |     |     |     |     |     |     |     |     |     |     |     |     |     |     |     |     |     | 8   | Rit | 8     |
| 32   | Doug Chandler        | Kawasaki       |     |     |     |     |     |     |     |     |     |     |     |     |     |     | 3   | NP  |     |     |     |     |     |     |     |     | 8     |
| 33   | Mario Innamorati     | Kawasaki       |     |     |     |     |     |     |     |     |     |     |     |     |     |     |     |     |     |     | 18  | Rit | 13  | 11  | 19  | 19  | 8     |
| 34   | Shin'ya Takeishi     | Kawasaki       |     |     |     |     |     |     |     |     |     |     |     |     |     |     |     |     |     |     |     |     |     |     | 14  | 11  | 7     |
| 35   | James Haydon         | Suzuki         |     |     | 15  | 14  |     |     |     |     |     |     |     |     |     |     |     |     | Rit | 12  |     |     |     |     |     |     | 7     |
| 36   | Steve Martin         | Ducati         | Rit | 10  |     |     |     |     |     |     |     |     |     |     |     |     |     |     |     |     |     |     |     |     |     |     | 6     |
| 37   | Sean Emmett          | Ducati         |     |     | Rit | Rit |     |     |     |     |     |     |     |     |     |     |     |     | 11  | Rit |     |     |     |     |     |     | 5     |
| 38   | Jean-Marc Delétang   | Yamaha         | Rit | 22  | Rit | 22  | 19  | 19  | 16  | 11  | Rit | Rit | 16  | Rit |     |     |     |     |     |     |     |     |     |     |     |     | 5     |
| 39   | Frédéric Protat      | Honda e Ducati | 21  | 19  | Rit | 23  | 16  | 16  | 19  | 13  | NP  | NP  | 18  | 17  | 15  | 15  | 23  | Rit | 17  | 19  | Rit | Rit | Rit | NP  |     |     | 5     |
| 40   | Troy Bayliss         | Ducati         |     |     | Rit | Rit |     |     |     |     |     |     |     |     |     |     |     |     | 13  | 15  |     |     |     |     |     |     | 4     |
| 41   | Ricky Orlando        | Kawasaki       |     |     |     |     |     |     |     |     |     |     |     |     |     |     | 22  | 13  |     |     |     |     |     |     |     |     | 3     |
| 42   | Paolo Blora          | Ducati         |     |     |     |     | 17  | 17  |     |     |     |     | 13  | 16  |     |     |     |     |     |     |     |     |     |     |     |     | 3     |
| 43   | Shawn Giles          | Honda          | 16  | 13  |     |     |     |     |     |     |     |     |     |     |     |     |     |     |     |     |     |     |     |     |     |     | 3     |
| 44   | Yuichi Takeda        | Honda          |     |     |     |     |     |     |     |     |     |     |     |     |     |     |     |     |     |     |     |     |     |     | 15  | 14  | 3     |
| 45   | Heinz Platacis       | Kawasaki       |     |     |     |     |     |     |     |     |     |     |     |     |     |     |     |     |     |     |     |     | 16  | 14  |     |     | 2     |
| 46   | John Reynolds        | Ducati         |     |     |     |     |     |     |     |     |     |     |     |     |     |     |     |     | Rit | 14  |     |     |     |     |     |     | 2     |
| 47   | Matt Llewellyn       | Ducati         |     |     |     |     |     |     |     |     |     |     |     |     |     |     |     |     | 14  | Rit |     |     |     |     |     |     | 2     |
| 48   | Aaron Yates          | Suzuki         |     |     |     |     |     |     |     |     |     |     |     |     |     |     | 12  | Rit |     |     |     |     |     |     |     |     | 2     |
| 49   | Craig Connell        | Ducati         | Rit | 14  |     |     |     |     |     |     |     |     |     |     |     |     |     |     |     |     |     |     |     |     |     |     | 2     |
| 50   | Malcom Campbell      | Ducati         | 14  | Rit |     |     |     |     |     |     |     |     |     |     |     |     |     |     |     |     |     |     |     |     |     |     | 2     |
| 51   | Rubén Xaus           | Suzuki         |     |     |     |     |     |     |     |     | 15  | 16  |     |     |     |     |     |     |     |     |     |     |     |     |     |     | 1     |
| 52   | Jiří Mrkývka         | Honda          | Rit | 24  | Rit |     | 20  | Rit | 17  | 15  | 18  | 18  | Rit | 18  |     |     |     |     | Rit | 20  | 21  | Rit | NQ  | NQ  | Rit | Rit | 1     |
| 53   | Terry Rymer          | Suzuki         |     |     | 16  | 15  |     |     |     |     |     |     |     |     |     |     |     |     | Rit | 16  |     |     |     |     |     |     | 1     |
| Pos  | Pilota               | Moto           |     |     |     |     |     |     |     |     |     |     |     |     |     |     |     |     |     |     |     |     |     |     |     |     | P.ti  |

| Legenda | 1º posto        | 2º posto            | 3º posto           | A punti      | Senza punti        | Grassetto – Pole position Corsivo – Giro più veloce |
| Legenda | Gara non valida | Non qual./Non part. | Ritirato/Non class | Squalificato | '-' Dato non disp. | Grassetto – Pole position Corsivo – Giro più veloce |

### Sistema di punteggio
| Pos.  | 1  | 2  | 3  | 4  | 5  | 6  | 7 | 8 | 9 | 10 | 11 | 12 | 13 | 14 | 15 | 16> |
| ----- | -- | -- | -- | -- | -- | -- | - | - | - | -- | -- | -- | -- | -- | -- | --- |
| Punti | 25 | 20 | 16 | 13 | 11 | 10 | 9 | 8 | 7 | 6  | 5  | 4  | 3  | 2  | 1  | 0   |

### Classifica costruttori[2]
| Pos. | Pilota   | Moto     |   |   |   |    |   |    |   |    |   |   |   |    |   |   |    |   |    |   |   |    |   |   |   |   | P.ti  |
| ---- | -------- | -------- | - | - | - | -- | - | -- | - | -- | - | - | - | -- | - | - | -- | - | -- | - | - | -- | - | - | - | - | ----- |
| 1    | Ducati   | 916      | 1 | 3 | 2 | 2  | 3 | 2  | 1 | 1  | 3 | 1 | 2 | 2  | 1 | 1 | 1  | 2 | 4  | 1 | 2 | 2  | 1 | 1 | 3 | 4 | 487,5 |
| 2    | Honda    | RC45     | 7 | 2 | 4 | 4  | 1 | 1  | 4 | 2  | 1 | 2 | 1 | 1  | 8 | 4 | 4  | 3 | 1  | 4 | 1 | 1  | 4 | 2 | 7 | 6 | 416,5 |
| 3    | Yamaha   | YZF750   | 3 | 1 | 1 | 1  | 9 | 10 | 6 | 4  | 5 | 7 | 8 | 6  | 7 | 3 | 10 | 1 | 3  | 7 | 9 | 11 | 8 | 8 | 5 | 1 | 307   |
| 4    | Suzuki   | GSX R750 | 6 | 4 | 8 | 8  | 7 | 5  | 8 | 11 | 6 | 8 | 6 | 13 | 4 | 6 | 6  | 5 | 5  | 3 | 5 | 6  | 6 | 5 | 1 | 3 | 252   |
| 5    | Kawasaki | ZX-7RR   | 5 | 5 | 5 | 12 | 4 | 6  | 7 | 6  | 4 | 5 | 5 | 5  | 6 | 5 | 2  | 6 | 16 | 9 | 4 | 4  | 7 | 6 | 4 | 2 | 251   |